# Кутлук-хан
Кутлук (Кутлуг, Кулук)-хан (*д/н — після 1510) — останній володар Тюменського ханства у 1505—1510 роках. Відомий також як Тулак-ходжа.

## Життєпис
Походив з династії Чингизідів, гілки Шибанідів. Син хана Ібака. Відомостей про нього обмаль. У Вичегодсько-Вимському літописі вказується, що 1505 року Кутлук виступив на Чімгі-Туру (Тюмень), де почалася боротьба між Агалак-ханом та його небожем Ахмадом. Переміг обох, захопивши владу. Того ж року здійснив напад Велику Перм, де пограбував Нижню землю, зокрема землі вдолині річки Кама.
1510 року зазнав поразки від сибірського хана Ангіша, внаслідок чого разом із братом Муртаза-султаном та іншими родичами відкочував до північного кордону Держави Шейбанідів. Подальша доля невідома. Чімгі-Туру захоплено й зруйновано супротивником, а рештки Тюменського ханства приєднано до Сибірського.